# Sergej Michailovitsj Volkonski

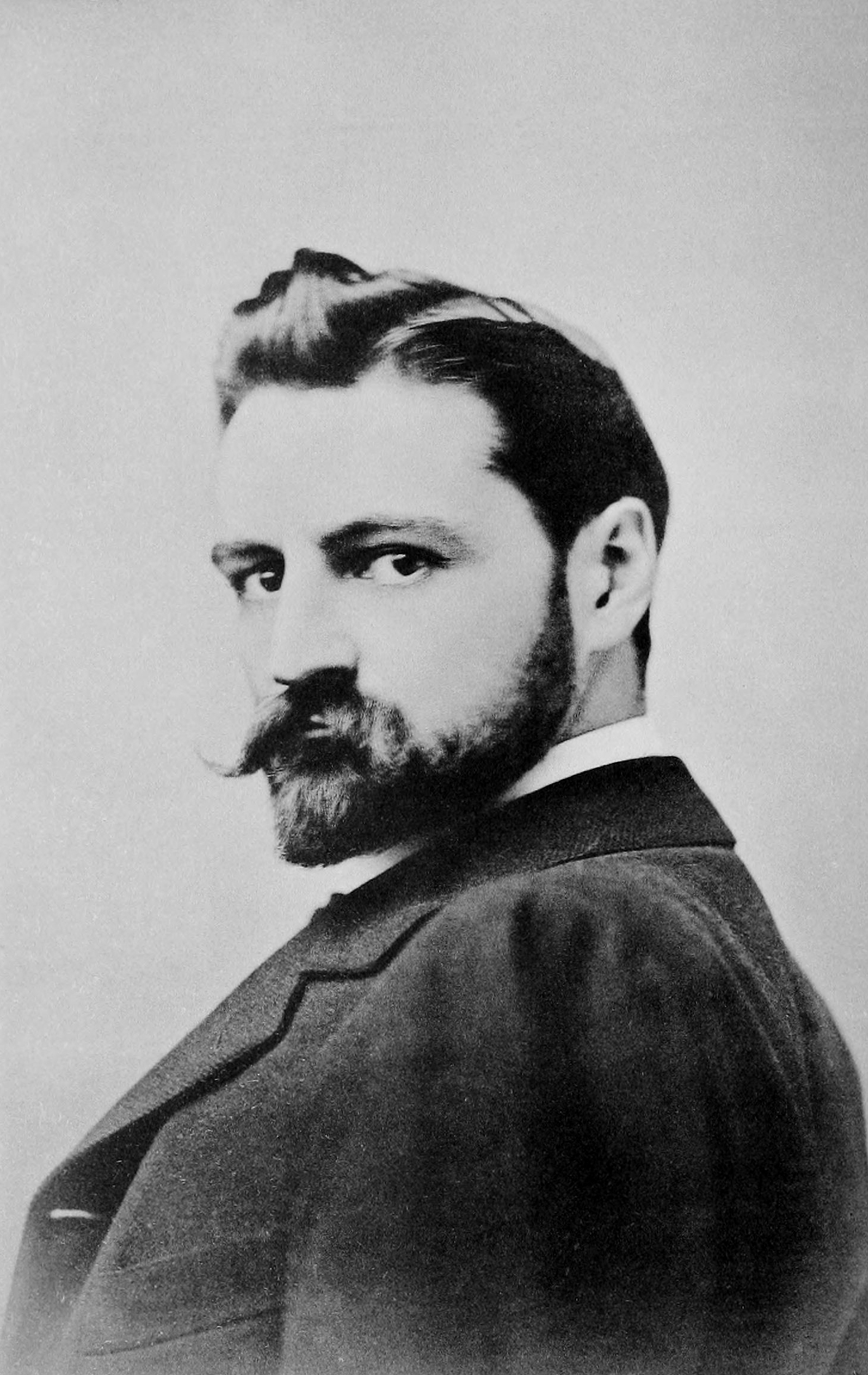
Sergej Michailovitsj Volkonski

Sergej Michailovitsj Volkonski (16 mei [O.S. 4 mei] 1860 op Slot Fall, Keila-Joa, Gouvernement Estland - 25 oktober 1937 in Hot Springs, Verenigde Staten) was een Russische muziek- en theaterpedagoog.

## Leven
Sergej Michailovitsj beschreef zichzelf als theaterman.
Hij stamde uit een bekend Russisch adellijk geslacht, was kleinzoon van de bekende dekabrist Sergej Grigorjevitsj Volkonski, die als generaal van 1812, onder de indruk van de moed van gewone Russische boeren, in 1826 betrokken raakte bij een mislukte opstand tegen de tsaar en vervolgens naar Siberië werd verbannen, en van Maria Volkonskaja voor wie Poesjkin een aantal gedichten schreef.
Van juli 1899 tot het einde van het seizoen 1901 was hij directeur van het keizerlijke theater in Sint-Petersburg en Moskou en hield zich aansluitend ook intensief bezig met het opleiden van toneelspelers. Zijn oogmerk gold vooral om door gebarenspel en ritmische beweging een nieuw type toneelspeler te vormen. Daarom nam hij het initiatief voor een 'Cursus voor ritmische gymnastiek' in Petersburg. Daarbij stond hij in nauw contact met de bevorderaars van de Europese danspedagogie in Hellerau bij Dresden en Genève.
Hij was werkzaam als spreker, schrijver en criticus. Tijdens de burgeroorlog moest hij in 1917/1918 onderduiken. In 1919 trad hij weer in Moskou in de openbaarheid om aan de door Loenatsjarski in beslag genomen studio's voor proletarische cultuur een nieuwe generatie toneelspelers met zijn kunst van de levendige rede vertrouwd te maken. Daartoe gaf hij ook lezingen aan het Malytheater, behoorde tot de adviescommissie aldaar, zoals tot die van het Bolsjojtheater, waar hij met veel gezag onder directeur Jelena Malinovskaja aan de opleidingsplannen voor ballet werkzaam was. Hij was in deze tijd ook van betekenis voor de ontwikkeling van de dichteres Marina Tsvetajeva. Aansluitend ging hij naar Petersburg, om mime te leren, lezingen over de dekabristen te houden – om dan toch in 1921 te emigreren. Vanaf 1926 werkte hij in Parijs als directeur van het Russische conservatorium en steunde velen, die Rusland hadden moeten verlaten. In 1936 werd hij door de Kurt Jooss balletschool uitgenodigd in Londen te komen werken. Daar ontmoette hij de Amerikaanse Mary Walker Fearn, met wie hij trouwde en naar de Verenigde Staten verhuisde, waar hij in 1937 stierf.